# Paper Gods
Paper Gods — четырнадцатый студийный альбом британской нью-вейв группы Duran Duran, выпущенный на лейбле Warner Bros. Records 11 сентября 2015 года. Продюсированием альбома занимался Найл Роджерс, неоднократно работавший с музыкантами ранее.

## Об альбоме

### Запись
Работу над альбомом группа начала 4 марта 2013 года. В течение двух лет музыканты успели вовлечь в сотрудничество ряд музыкальных исполнителей, среди которых был Найл Роджерс, который помимо продюсирования пластинки записал также и партию гитары в песне «Pressure Off» и Жанель Монэ, которая записала для этой песню партию дополнительного вокала. 10 апреля 2014 года Джон Тейлор и Роджер Тейлор сообщили, что Voce Chamber Choir и London Youth Chamber Choir будут задействованы в записи нового альбома. Позднее, в апреле 2014 года, Duran Duran на своем официальном сайте подтвердили, что бывший гитарист Red Hot Chili Peppers — Джон Фрушанте примет участие в записи нового альбома британцев (в итоге он записал гитарную партию для трёх композиций на альбоме). Кроме того, в записи приняли участие Kiesza, Mr Hudson и Jonas Bjerre.
29 марта 2015 года группа подписала контракт с крупным лейблом Warner Bros. Records и с этого момента начала активно информировать своих поклонников о деталях релиза своего тогда ещё безымянного четырнадцатого студийного альбома. Название первого сингла из грядущего лонг плея было объявлено к началу мая — «Pressure Off», а релиз состоялся 19 июня. Дата выпуска и обложка самого-же альбома была анонсирована 15 июня 2015 года на официальном сайте группы (тогда-же стало известно и его название — Paper Gods) — 11 сентября. Выпуск сингла состоялся в интернете через онлайн-сервис Groove Music. Немного позднее песня появилась и на Google Music. Тогда же в июне были объявлены и даты предстоящего тура в поддержку пластинки по США и Великобритании.
Начиная с августа, вслед за синглом «Pressure Off», музыканты начали постепенно знакомить своих поклонников с новыми песнями из альбома. На официальном сайте был размещен пост с описанием всех треков альбома и о вкладе различных артистов в работу над ними. Первыми песнями, которые появились в сети стали «Paper Gods» и «What Are the Chances?», за ним последовали «You Kill Me with Silence» и «Last Night in the City». В начале сентября в сети почти полностью появился весь альбом. Избежать утечки смогли только две песни из 12-трековой версии релиза — «Sunset Garage» и «The Universe Alone».

### Стиль
Если предыдущий альбом All You Need Is Now, спродюсированый Марком Ронсоном имел звучание навеянное ранним творчеством Duran Duran, то в Paper Gods музыканты кардинально изменили свой стиль, отойдя в сторону электронно-танцевальной музыки. На песнях альбома не так много живых инструментов, как на предыдущих работах, а гитарные партии сведены к минимуму. Такие треки, как «You Kill Me with Silence», «Last Night in the City» и «Danceophobia» имеют ярко выраженный клубный стиль, что очень не характерно для ветеранов новой волны. Заглавный сингл альбома «Pressure Off», представляющий собой типичный традиционный фанк, является единственной песней, в которой гитара звучит, как основной инструмент. В таких песнях, как «What Are the Chances?» и «Butterfly Girl» гитара записана как дополнительный инструмент в виде сольных партий и переходов (в их записи принял участие Джон Фрушанте). Из всего материала альбома, несмотря на полностью электронную аранжировку, композиция «Face for Today» наиболее напоминает классический нью-вейв-стиль группы.

## Список композиций
| №   | Название                                                  | Автор(ы)                                                                       | Продюсеры                               | Длительность |
| --- | --------------------------------------------------------- | ------------------------------------------------------------------------------ | --------------------------------------- | ------------ |
| 1.  | «Paper Gods» (совместно с Mr Hudson)                      | John Taylor, Simon Le Bon, Roger Taylor, Nick Rhodes                           | Duran Duran, Mr Hudson                  | 7:04         |
| 2.  | «Last Night in the City» (совместно с Kiesza)             | J. Taylor, Le Bon, R. Taylor, Rhodes                                           | Duran Duran, Mr Hudson                  | 4:44         |
| 3.  | «You Kill Me with Silence»                                | J. Taylor, Le Bon, R. Taylor, Rhodes                                           | Duran Duran, Mr Hudson                  | 4:26         |
| 4.  | «Pressure Off» (при участии Жанели Монэ и Найла Роджерса) | J. Taylor, Le Bon, R. Taylor, Rhodes, Janelle Monáe, Nile Rodgers, Mark Ronson | Duran Duran, Rodgers, Ronson, Mr Hudson | 4:21         |
| 5.  | «Face for Today»                                          | J. Taylor, Le Bon, R. Taylor                                                   | Duran Duran                             | 3:51         |
| 6.  | «Danceophobia» (совместно с Lindsay Lohan)                | J. Taylor, Le Bon, R. Taylor, Rhodes, Mr Hudson                                | Duran Duran                             | 4:13         |
| 7.  | «What Are the Chances?» (совместно с John Frusciante)     | J. Taylor, Le Bon, R. Taylor, Rhodes, Mr Hudson, Dom Brown                     | Duran Duran                             | 4:55         |
| 8.  | «Sunset Garage»                                           | J. Taylor, Le Bon, R. Taylor, Rhodes                                           | Duran Duran, Mr Hudson                  | 4:43         |
| 9.  | «Change the Skyline» (совместно с Jonas Bjerre)           | J. Taylor, Le Bon, R. Taylor, Rhodes, Mr Hudson                                | Duran Duran                             | 3:57         |
| 10. | «Butterfly Girl» (совместно с John Frusciante)            | J. Taylor, Le Bon, R. Taylor, Rhodes                                           | Duran Duran                             | 3:15         |
| 11. | «Only in Dreams»                                          | J. Taylor, Le Bon, R. Taylor, Rhodes, Rodgers, Ronson                          | Duran Duran, Rodgers, Ronson, Mr Hudson | 6:05         |
| 12. | «The Universe Alone» (совместно с John Frusciante)        | J. Taylor, Le Bon, R. Taylor, Rhodes                                           | Duran Duran                             | 5:48         |

| №                   | Название            | Автор(ы)                             | {{{extra_column}}}  | Длительность |
| ------------------- | ------------------- | ------------------------------------ | ------------------- | ------------ |
| 13.                 | «Planet Roaring»    | J. Taylor, Le Bon, R. Taylor, Rhodes | Duran Duran         |              |
| 14.                 | «Valentine Stones»  | J. Taylor, Le Bon, R. Taylor, Rhodes | Duran Duran         |              |
| 15.                 | «Northern Lights»   | J. Taylor, Le Bon, R. Taylor, Rhodes | Duran Duran         |              |
| Общая длительность: | Общая длительность: | Общая длительность:                  | Общая длительность: | 57:21        |

## Участники записи

### Duran Duran
- Саймон Ле Бон — вокал, автор текстов
- Джон Тейлор — бас-гитара, клавишные
- Роджер Тейлор — ударные, программирование
- Ник Роудс — клавишные

### Дополнительные музыканты
- Найл Роджерс — гитара, продюсирование
- Джон Фрушанте — гитара (треки 7, 10, 12, 15)
- Жанель Монэ — дополнительный вокал (трек 4)
- Kiesza — дополнительный вокал (трек 2)
- Линдси Лохан — голос (трек 6)
- Mr Hudson — продюсирование, вокал (трек 1)
- Jonas Bjerre — вокал (трек 9)
- Стив Джонс — гитара (трек 13)
- Voce Chamber Choir
- London Youth Chamber Choir

## Дополнительные источники
- DURAN DURAN RECLAIM THEIR EIGHTIES THRONE WITH NEW ALBUM 'PAPER GODS' The Village Voice